# Шерокі-Бур
Шерокі-Бур (пол. Szeroki Bór, нім. Breitenheide) — село в Польщі, у гміні Руцяне-Нида Піського повіту Вармінсько-Мазурського воєводства.
Населення — 40 осіб (2011).
У 1975-1998 роках село належало до Сувальського воєводства.

## Демографія
Демографічна структура станом на 31 березня 2011 року:
|          | Загалом | Допрацездатний вік | Працездатний вік | Постпрацездатний вік |
| -------- | ------- | ------------------ | ---------------- | -------------------- |
| Чоловіки | 22      | 2                  | 13               | 7                    |
| Жінки    | 18      | 1                  | 8                | 9                    |
| Разом    | 40      | 3                  | 21               | 16                   |